# Xochimilco, Pahuatlán
Xochimilco är en ort i Mexiko.   Den ligger i kommunen Pahuatlán och delstaten Puebla, i den sydöstra delen av landet, 140 km nordost om huvudstaden Mexico City. Xochimilco ligger 1 226 meter över havet och antalet invånare är 805.
Terrängen runt Xochimilco är bergig. Runt Xochimilco är det ganska tätbefolkat, med 230 invånare per kvadratkilometer. Närmaste större samhälle är Huauchinango, 18,1 km sydost om Xochimilco. I omgivningarna runt Xochimilco växer i huvudsak blandskog.